# Chris Farley
Christopher Crosby "Chris" Farley (Madison, 15 de fevereiro de 1964 — Chicago, 18 de dezembro de 1997) foi um ator e comediante norte-americano. Farley integrou o grupo The Second City e o elenco do Saturday Night Live, tendo também estrelado uma série de filmes de comédia de sucesso na década de 90, antes de morrer subitamente, vítima de overdose de drogas.
Conhecido por seu bom humor e seu jeito enérgico, sempre se mexendo muito, Farley ficou conhecido por suas imitações cômicas e performances no SNL. Após ser despedido do show, estrelou alguns filmes como Mong e Lóide, Ovelha Negra, Um Ninja da Pesada e Os Quase-Heróis.
Poucos sabem, mas Farley foi originalmente escolhido para dar voz ao ogro Shrek. Ele chegou a gravar 80-90% do material do filme (ou de acordo com seu irmão Tom, 95%). Após sua morte prematura, seu amigo e parceiro do SNL, Mike Myers assumiu a voz do ogro.

## Biografia
Farley nasceu em 15 de fevereiro de 1964 na cidade de Madison, no estado de Wisconsin, filho de Mary Anne, uma dona de casa, e Thomas, Sr., dono de uma empresa de pavimentação. Ele tinha três irmãos, Tom Farley, Jr., os atores Kevin e John, e um irmã chamada Barbara. A família era uma tradicional católica irlandesa. Jim Farley, vice-presidente da Ford Motor Company, é seu primo. De acordo com Joel Murray, um companheiro, Chris, que era de uma família católica irlandesa, que "sempre ia mais à missa". Muitos de seus verões eram passados em um camping, atuando como conselheiro, perto de Minocqua, Wisconsin.
Em sua juventude ele era o palhaço da turma e no acampamento de verão era um conselheiro muito popular. Chris Farley freqüentou a Universidade Marquette, em Wisconsin e se graduou com licenciatura em comunicação e teatro. Farley então trabalhou brevemente com seu pai, então, começou a atuar com o grupo "Ark Improv Theatre" estudando sob coordenação do lendário diretor Del Fechar no Improv Olímpicos Theatre.

## Saturday Night Live
Farley, então, foi membro do grupo de teatro de improviso The Second City, em Chicago, no final dos anos 80 e criou grande fama com suas travessuras, o que atraiu o produtor do programa Saturday Night Live, Lorne Michaels.
Michaels ficou tão impressionado que ele trouxe Farley e Chris Rock para o elenco do SNL em 1990. Lá, Farley criou personagens diferentes e divertidos.
Farley, frequentemente, atuava com outros membros do elenco, como Rock, Adam Sandler, Tim Meadows, Rob Schneider e David Spade, entre outros. Este grupo ficou conhecido como os "Bad Boys do SNL".
Longe das telas, Farley era conhecido por 
pregar pegadinhas nos bastidores do programa. Sandler e Farley passavam trotes telefônicos tarde da noite para os escritórios da SNL no Rockefeller Center, com Sandler falando com a voz de velhinha e Farley peidando ao telefone e fazendo bundalelê numa limusine, tendo até mesmo  defecado pela janela de um carro, certa vez. Ele também era conhecido por frequentemente ficar nu e fazer várias acrobacias para rir, incluindo imitar o personagem Jame Gumb do filme The Silence of the Lambs. Chris Rock, uma vez, afirmou que provavelmente via as partes íntimas de Farley mais do que a própria namorada deste. Sandler disse a Conan O'Brien no The Tonight Show que a NBC demitiu ele e Farley do show em 1995.

## Dedicação ao cinema
Durante seu período no Saturday Night Live, também fez breves aparições em filmes como Wayne's World e Coneheads. Em 1995, Farley deixou o Saturday Night Live para prosseguir a sua carreira no cinema. Ele brilhou nas bilheterias com filmes como Tommy Boy e Black Sheep.

## Morte

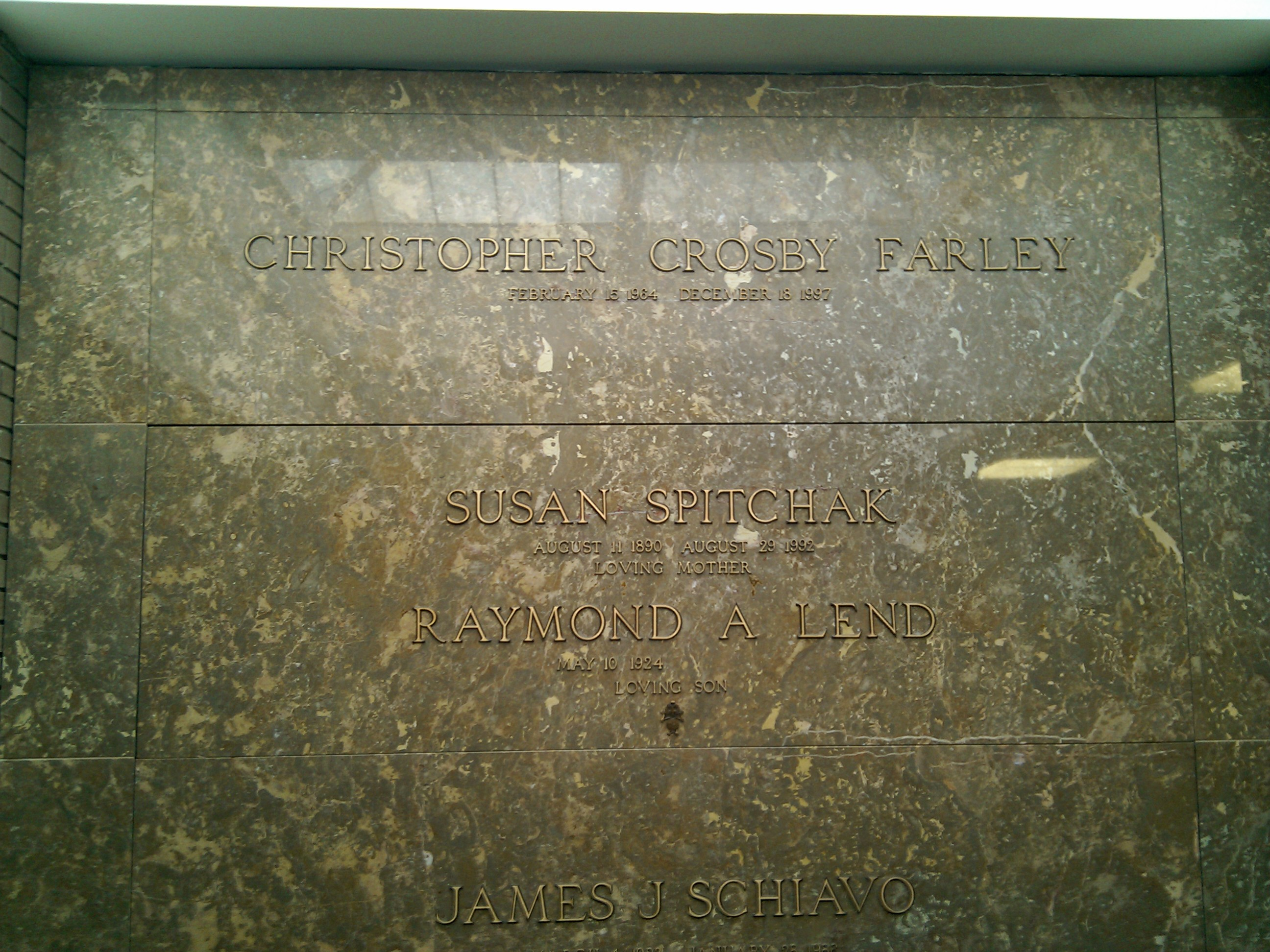
Túmulo de Chris Farley.

No início de 1997, um declínio na saúde de Farley foi, por várias vezes, referido na imprensa. Estes avisos foram ignorados, no entanto, depois de sua aparição no SNL pela última vez em 25 de outubro de 1997, a sua voz rouca, transpiração contínua e a pele avermelhada foram objeto de discussão pública. Anos antes de sua morte, Farley havia procurado tratamento para a obesidade e abuso de drogas em dezessete ocasiões distintas.
Um de seus papéis mais lembrados pelo público, foi o de um "Ninja" atrapalhado no filme Um Ninja da Pesada de 1997.
Seu último dia foi uma quinta-feira, 18 de dezembro de 1997.
Nesse dia ele passou em primeiro lugar com uma prostituta chamada Heidi.
Chris contratava prostitutas regularmente. Heidi foi contratada para Farley por um amigo por $ 2 000 dólares. Ela se juntou com Farley em uma festa no Lincoln Park (em Chicago) às 11 horas. Havia drogas acontecendo ao redor. Mais tarde, naquele dia, Heidi voltou com Farley ao apartamento dele onde continuaram a fumar crack e heroína. Chris alegou que tinha ficado até 4 dias sem dormir. Eles tentaram ter relações sexuais, mas Chris não conseguia. Chris e Heidi estavam em seu apartamento no edifício Hancock em Chicago.
Em determinado momento, Heidi estava ansiosa para ser paga e Chris garantiu que seu amigo iria se encarregar disso. Eles supostamente tentaram fazer sexo outra vez, sem sucesso, e, finalmente, ela decidiu deixá-lo. Farley estava claramente embriagado, e quando ela estava saindo de seu apartamento, ele caiu cerca de 10 metros da porta. Heidi alegou que podia ouvir que ele estava tendo dificuldade para respirar. Ele disse a ela: "Não me deixe". Minutos depois, ela tirou uma fotografia dele ali e depois foi embora.
O irmão de Chris Farley, John, encontrou-o na tarde no dia seguinte. Chris ainda estava deitado a 10 metros da porta, vestindo calças e um botão aberto por baixo da camisa. Ele estava supostamente segurando um boné de beisebol e um rosário.
Havia sangue saindo do seu nariz e um liquido branco e espumoso de sua boca. John chamou o 911. Então o resgate se dirigiu ao local, verificando que Farley já estava morto. Ele tinha 33 anos.
Encontra-se sepultado no Resurrection Cemetery, Madison, nos Estados Unidos.
Em 26 de agosto de 2005, Farley recebeu postumamente uma estrela na Calçada da Fama de Hollywood, em frente ao teatro I.O. West.

## Imitações no Saturday Night Live
- Andrew Giuliani
- Benito Mussolini
- Boris Yeltsin
- Carnie Wilson
- Dom DeLuise
- F. Lee Bailey
- Gérard Depardieu
- Hank Williams Jr.
- Howell Heflin
- Jack Germond
- Jerry Garcia
- Joe Esposito
- John Goodman
- John Kruk
- John Madden
- Mama Cass
- Meat Loaf
- Mindy Cohn
- Newt Gingrich
- Norman Schwarzkopf
- Rob Reiner
- Roger Ebert
- Rush Limbaugh
- Shawn Eckhardt
- Simon Le Bon
- Tom Arnold

## Filmografia

### Cinema
- Trabalho Sujo (1998) (não creditado) .... Jimmy
- Os Quase Heróis (1998) .... Bartholomew Hunt
- Um Ninja Da Pesada (1997) .... Haru
- A Ovelha Negra (1996) .... Mike Donnelly
- Mong & Lóide (1995) .... Thomas 'Tommy' Callahan III
- Billy Madison-Um Herdeiro Bobalhão (1995) (não creditado) .... Motorista do Ônibus
- Os Cabeça-de-Vento (1994) .... Oficial Wilson
- Quanto Mais Idiota Melhor 2 (1993) .... Milton
- Cônicos e Cômicos (1993) .... Ronnie "O Mecânico"
- Quanto Mais Idiota Melhor (1992) .... Guarda de Segurança

### Televisão
- All That .... The Chicago Ketchup Chef (1 episódio, 1997)
- Saturday Night Live .... Vários (100 episódios, 1990-1995)
- Tom .... Chris (1 episódio, 1994)
- Roseanne .... Homem da Loja de Roupas (1 episódio, 1993)
- The Larry Sanders Show .... Ele Mesmo (1 episódio, 1993)
- The Jackie Thomas Show .... Chris Thomas (1 episódio, 1992)